# Victor Babiuc
Victor Babiuc ([ˈviktor baˈbjuk]), né le 3 avril 1938 à Răchiți et mort le 25 février 2023, est un juriste et homme politique roumain.

## Biographie
Ancien membre du Parti démocrate (PD) et du Parti national libéral (PNL), Victor Babiuc est membre de la Chambre des députés pour Bucarest en 1990 et de 1992 à 1996, et pour le comté de Brasov de 1996 à 2004. Dans le cabinet Petre Roman, il est ministère de la Justice de 1990 à 1991. Dans le cabinet Theodor Stolojan, il est ministre de l'Intérieur de 1991 à 1992. Dans les cabinets Victor Ciorbea, Radu Vasile et Mugur Isărescu, il est ministre de la Défense nationale de 1996 à 2000.